# Lasianthera macrocarpa
Lasianthera macrocarpa là một loài thực vật có hoa trong họ Stemonuraceae. Loài này được (Blume) Miq. mô tả khoa học đầu tiên năm 1856.